# التركيبة السكانية في العالم
يبلغ عدد سكان الأرض حوالي 7.8 مليار نسمة، وتبلغ الكثافة السكانية الإجمالية 50 نسمة لكل كم2 (129.28 لكل ميل2)، باستثناء القارة القطبية الجنوبية. يعيش ما يقرب من ثلثي سكان العالم في قارة آسيا، مع أكثر من 2.7 مليار في دولتي الصين والهند مجتمعتين. ارتفع معدل القدرة على القراءة والكتابة في العالم بشكل كبير في السنوات الأربعين الماضية، حيث ارتفعت من 66.7٪ في عام 1979 إلى 86.3٪ اليوم. يُعزى انخفاض مستويات القدرة على القراءة والكتابة في الغالب إلى الفقر. توجد معدلات القدرة على القراءة والكتابة المنخفضة في الغالب في جنوب آسيا وأفريقيا جنوب الصحراء. أكبر مجموعة عرقية في العالم هي الهان الصينية، مع كون لغة الماندرين الصينية هي اللغة الأكثر استخدامًا في العالم من حيث المتحدثين الأصليين.
سكان العالم في الغالب إما حضريون أو من سكان الضواحي، وهناك هجرة كبيرة نحو المدن والمراكز الحضرية. قفز عدد سكان الحضر من 29٪ في عام 1950 إلى 55.3٪ في عام 2018. توقعت الأمم المتحدة بأن العالم سيكون حضريًا بنسبة 51.3٪ بحلول عام 2010، قدر الدكتور رون ويمبرلي والدكتور ليبي موريس والدكتور جريجوري فولكرسون أن 23 مايو 2007 كانت المرة الأولى التي يفوق فيها عدد سكان المناطق الحضرية عدد سكان الريف في التاريخ. تعد الصين والهند من أكثر البلدان اكتظاظًا بالسكان، حيث انخفض معدل المواليد باستمرار في البلدان المتقدمة وحتى وقت قريب ظل مرتفعًا في البلدان النامية. طوكيو هي أكبر تجمع حضري في العالم.
اعتبارًا من عام 2003، يقدر معدل الخصوبة الإجمالي في العالم بـ 2.43 طفل لكل امرأة، وهو أعلى من المتوسط العالمي لمعدل الإحلال الذي يقدر بنحو 2.33، وهذا يعني أن عدد سكان العالم ينمو. ومع ذلك، فإن النمو السكاني في العالم موزع بشكل غير متساوي، حيث يتراوح معدل الخصوبة بين 0.83 في سنغافورة وهو أقل معدل خصوبة، إلى أعلى معدل في النيجر يبلغ 6.49. قدرت الأمم المتحدة نسبة الزيادة السكانية لعام 2000 بـ 1.14٪. يبلغ معدل النمو السكاني العالمي الحالي حوالي 1.09٪. يشكل الأشخاص الذين تقل أعمارهم عن 18عامًا أكثر من ربع سكان العالم (29.3٪)، والأشخاص الذين تبلغ أعمارهم 65 عامًا فأكثر يشكلون أقل من العُشر (7.9٪).
تضاعف عدد سكان العالم بأكثر من ثلاثة أضعاف خلال القرن العشرين، حيث ارتفع من 1.65 مليار في عام 1900 إلى 5.97 مليار في عام 1999. ووصل إلى 2 مليار عام 1927، و 3 مليارات عام 1960، و 4 مليارات عام 1974، و 5 مليارات عام 1987. يبلغ إجمالي عدد سكان العالم حوالي 7.7 مليار نسمة اعتبارًا من ديسمبر 2018. حاليًا، النمو السكاني يكون الأسرع في البلدان ذات الثراء المنخفض وأقل البلدان نموا. تتوقع الأمم المتحدة أن يبلغ عدد سكان العالم 9.15 مليار نسمة في عام 2050، بزيادة قدرها 32.69٪ عن عام 2010 (6.89 مليار).

## تاريخ
بدأت الهجرة التاريخية للبشرية بحركة الإنسان المنتصب من إفريقيا عبر أوراسيا منذ حوالي مليون سنة. يبدو أن الإنسان العاقل قد احتل إفريقيا بالكامل منذ حوالي 300000 عام، وانتقل من أفريقيا قبل حوالي 50 ألف و 60 ألف عام، وانتشر في أستراليا وآسيا وأوروبا بحلول عام 30 ألف قبل الميلاد. حدثت الهجرة إلى الأمريكتين قبل 20000 إلى 15000 عام، وقبل 2000 عام كانت معظم جزر المحيط الهادئ مستعمرة.
قبل حوالي 10000 عام، اعتمد البشر على الصيد وجمع الثمار. كانوا يعيشون بشكل عام في مجموعات بدوية صغيرة تعرف باسم مجتمعات العصابات. أدى ظهور الزراعة إلى الثورة الزراعية، وقد أدى الوصول إلى فائض الغذاء إلى تكوين مستوطنات بشرية دائمة. منذ حوالي 6000 عام، تطورت أولى الحضارات في بلاد ما بين النهرين ووادي النيل ووادي السند. كانت المستوطنات البشرية المبكرة تعتمد على القرب من مصادر المياه والموارد الطبيعية الأخرى المستخدمة للعيش. أصبح البشر لديهم قدرة كبيرة على تغيير موائلهم بسبب التطور التكنولوجي الكبير.
منذ عام 1800، زاد عدد السكان عن مليار. في عام 2004، كان حوالي 2.5 مليار من أصل 6.3 مليار شخص (39.7٪) يعيشون في المناطق الحضرية. في فبراير 2008، قدرت الأمم المتحدة أن نصف سكان العالم سيعيشون في مناطق حضرية بحلول نهاية العام. تشمل مشاكل البشر الذين يعيشون في المدن أشكالًا مختلفة من التلوث والجريمة، وخاصة في الأحياء الفقيرة داخل المدن وضواحيها. من المتوقع أن تزداد أعداد السكان ونسبة المقيمين في المدن زيادة كبيرة في العقود القادمة.

### سكان العالم، 0-1998 م (بالآلاف)
المصدر: ماديسون (جامعة جرونينجن).
| السنة                                          | 0       | 1000    | 1500    | 1600    | 1700    | 1820      | 1870      | 1913      | 1950      | 1973      | 1998      |
| ---------------------------------------------- | ------- | ------- | ------- | ------- | ------- | --------- | --------- | --------- | --------- | --------- | --------- |
| أوروبا الغربية                                 | 24,700  | 25,413  | 57,268  | 73,778  | 81,460  | 132,888   | 187,532   | 261,007   | 305,060   | 358,390   | 388,399   |
| أوروبا الشرقية (باستثناء دول الاتحاد السوفيتي) | 4,750   | 6,500   | 13,500  | 16,950  | 18,800  | 36,415    | 52,182    | 79,604    | 87,289    | 110,490   | 121,006   |
| دول الاتحاد السوفيتي السابق                    | 3,900   | 7,100   | 16,950  | 20,700  | 26,550  | 54,765    | 88,672    | 156,192   | 180,050   | 249,748   | 290,866   |
| مجموع أوروبا (بما في ذلك دول الاتحاد السوفيتي) | 33,350  | 39,013  | 87,718  | 111,428 | 126,810 | 224,068   | 328,386   | 496,803   | 572,399   | 718,628   | 800,271   |
| الولايات المتحدة                               | 680     | 1,300   | 2,000   | 1,500   | 1,000   | 9,981 981 | 40,241    | 97,606    | 152,271   | 212,909   | 279,040   |
| الفروع الغربية الأخرى                          | 490     | 660     | 800     | 800     | 750     | 1,249     | 5,892     | 13,795    | 23,823    | 39,036    | 52,859    |
| مجموع الفروع الغربية                           | 1,170   | 1,960   | 2,800   | 2,300   | 1,750   | 11,230    | 46,133    | 111,401   | 176,094   | 250,945   | 323,420   |
| المكسيك                                        | 2,200   | 4,500   | 7,500   | 2,500   | 4,500   | 6,587     | 9,219     | 14,970    | 28,485    | 57,643    | 98,553    |
| باقي أمريكا اللاتينية                          | 3,400   | 6,900   | 10,000  | 6,100   | 7,550   | 14,633    | 30,754    | 65,545    | 137,352   | 250,807   | 409,070   |
| مجموع أمريكا اللاتينية                         | 5,600   | 11,400  | 17,500  | 8,600   | 12,050  | 21,220    | 39,973    | 80,515    | 165,837   | 308,450   | 507,623   |
| اليابان                                        | 3,000   | 7,500   | 15,400  | 18,500  | 27,000  | 31,000    | 34,437    | 51,672    | 83,563    | 108,660   | 126,469   |
| الصين                                          | 59,600  | 59,000  | 103,000 | 160,000 | 138,000 | 381,000   | 358,000   | 437,140   | 546,815   | 881,940   | 1,242,700 |
| الهند                                          | 75,000  | 77,000  | 113,000 | 145,000 | 201,000 | 209,000   | 239,000   | 319,000   | 362,000   | 549,000   | 1 029 000 |
| باقي آسيا                                      | 36,600  | 41,400  | 55,400  | 65,000  | 71,800  | 89,366    | 119,619   | 185,092   | 392,481   | 677,214   | 1,172,243 |
| إجمالي آسيا (باستثناء اليابان)                 | 171,200 | 175,400 | 268,400 | 360,000 | 374,800 | 679,366   | 730,619   | 925,932   | 1,298,296 | 2,139,154 | 3,389,943 |
| افريقيا                                        | 16,500  | 33,000  | 46,000  | 55,000  | 61,000  | 74,208    | 90,466    | 124,697   | 228,342   | 387,645   | 759,954   |
| العالم (بالآلاف)                               | 230,820 | 268,273 | 437,818 | 555,828 | 603,410 | 1,041,092 | 1,270,014 | 1,791,020 | 2,524,531 | 3,913,482 | 5,907,680 |

### نسبة سكان العالم، 0-1998م (٪ من الإجمالي العالمي)
المصدر: ماديسون (جامعة جرونينجن).
| السنة                                          | 0     | 1000  | 1500  | 1600  | 1700  | 1820  | 1870  | 1913  | 1950  | 1973  | 1998  |
| ---------------------------------------------- | ----- | ----- | ----- | ----- | ----- | ----- | ----- | ----- | ----- | ----- | ----- |
| أوروبا الغربية                                 | 10.7  | 9.5   | 13.1  | 13.3  | 13.5  | 12.8  | 14.8  | 14.6  | 12.1  | 9.2   | 6.6   |
| أوروبا الشرقية (باستثناء دول الاتحاد السوفيتي) | 2.1   | 2.4   | 3.1   | 3.0   | 3.1   | 3.5   | 4.1   | 4.4   | 3.5   | 2.8   | 2.0   |
| دول الاتحاد السوفيتي                           | 1.7   | 2.6   | 3.9   | 3.7   | 4.4   | 5.3   | 7.0   | 8.7   | 7.1   | 6.4   | 4.9   |
| مجموع أوروبا (بما في ذلك دول الاتحاد السوفيتي) | 14.5  | 14.5  | 20.1  | 20.0  | 21.0  | 21.6  | 25.9  | 27.7  | 22.7  | 18.4  | 13.5  |
| الولايات المتحدة                               | 0.3   | 0.5   | 0.5   | 0.3   | 0.2   | 1.0   | 3.2   | 5.4   | 6.0   | 5.4   | 4.6   |
| الفروع الغربية الأخرى                          | 0.2   | 0.2   | 0.2   | 0.1   | 0.1   | 0.1   | 0.5   | 0.8   | 0.9   | 1.0   | 0.9   |
| مجموع الفروع الغربية                           | 0.5   | 0.7   | 0.6   | 0.4   | 0.3   | 1.1   | 3.6   | 6.2   | 7.0   | 6.4   | 5.5   |
| المكسيك                                        | 1.0   | 1.7   | 1.7   | 0.4   | 0.7   | 0.6   | 0.7   | 0.8   | 1.1   | 1.5   | 1.7   |
| باقي أمريكا اللاتينية                          | 1.5   | 2.6   | 2.3   | 1.1   | 1.3   | 1.4   | 2.4   | 3.7   | 5.4   | 6.4   | 6.9   |
| مجموع أمريكا اللاتينية                         | 2.4   | 4.2   | 4.0   | 1.5   | 2.0   | 2.0   | 3.1   | 4.5   | 6.6   | 7.9   | 8.6   |
| اليابان                                        | 1.3   | 2.8   | 3.5   | 3.3   | 4.5   | 3.0   | 2.7   | 2.9   | 3.3   | 2.8   | 2.1   |
| الصين                                          | 25.8  | 22.0  | 23.5  | 28.8  | 22.9  | 36.6  | 28.2  | 24.4  | 21.7  | 22.5  | 21.0  |
| الهند                                          | 32.5  | 28.0  | 25.1  | 24.3  | 27.3  | 20.1  | 19.9  | 17.0  | 14.2  | 14.8  | 16.5  |
| باقي آسيا                                      | 15.9  | 15.4  | 12.7  | 11.7  | 11.9  | 8.6   | 9.4   | 10.3  | 15.5  | 17.3  | 19.8  |
| إجمالي آسيا (باستثناء اليابان)                 | 74.2  | 65.4  | 61.3  | 64.8  | 62.1  | 65.3  | 57.5  | 51.7  | 51.4  | 54.7  | 57.4  |
| افريقيا                                        | 7.1   | 12.3  | 10.5  | 9.9   | 10.1  | 7.1   | 7.1   | 7.0   | 9.0   | 9.9   | 12.9  |
| العالم                                         | 100.0 | 100.0 | 100.0 | 100.0 | 100.0 | 100.0 | 100.0 | 100.0 | 100.0 | 100.0 | 100.0 |

## توزيع السكان لعام 2020
توزيع السكان (2020)
تشغل قارة آسيا 59.9% من عدد سكان العالم بتعداد يبلغ 4 مليارات و342 مليون نسمة، حيث تشكل الصين والهند معاً وحدهما 36.21% من عدد سكان العالم. تأتي بعدها قارة أفريقيا بتعداد يبلغ مليار و 138 مليون نسمة، مشكلة بذلك 15.7% من عدد سكان العالم. وتمثل قارة أوروبا التي يقطنها 742 مليون نسمة حوالي 10.3% من تعداد السكان حول العالم. بينما تعتبر أمريكا الشمالية موطن 358 مليون نسمة (4.9%)، وتشغل أمريكا اللاتينية ومنطقة الكاريبي ما يمثل 623 مليون نسمة (8.6%)، ويبلغ عدد السكان في أوقيانوسيا 38 مليون نسمة مشكلين بذلك 0.5% من تعداد سكان العالم. المناطق الأكثر تقدمًا تمثل 17.3% من سكان العالم في عام 2014 مقابل 82.7% للمناطق الأقل نموًا.
| المنطقة (2020)          | عدد                                          | النسبة المئوية |
| ----------------------- | -------------------------------------------- | -------------- |
| آسيا                    | 4,607,523,595                                | 59.54٪         |
| أفريقيا                 | 1,313,074,183                                | 17.2٪          |
| أوروبا                  | 747253261                                    | 9.59٪          |
| أمريكا الشمالية         | 565620340                                    | 7.6٪           |
| أمريكا الجنوبية         | 427751538                                    | 5.53٪          |
| أوقيانوسيا              | 42213121                                     | 0.55٪          |
| القارة القطبية الجنوبية | 0 (يوجد 1,106 من الباحثين غير دائمي الإقامة) | 0.0٪           |
| مجموع                   | 7,792,204,108                                | 100.0٪         |

## المدن الرئيسية عبر القارات الست
يوجد في العالم مئات المدن الكبرى المنتشرة عبر القارات الست، ومعظمها في المناطق الساحلية. اعتبارًا من 2005 كان العالم يحتوي على 62 منطقة حضرية يبلغ عدد سكان كل منها أكثر من 3,000,000 نسمة. ومنذ عام 2010 يعيش حوالي 3 مليارات شخص في المناطق الحضرية أو حولها.
يوضح الجدول التالي سكان التكتلات العشرة الأولى:
| رتبة | مدينة         | تعداد السكان | دولة             | المفهوم الإحصائي                     | المساحة (كم2) | الكثافة (نسمة/كم2) |
| ---- | ------------- | ------------ | ---------------- | ------------------------------------ | ------------- | ------------------ |
| 1    | طوكيو         | 30,000,000   | اليابان          | منطقة العاصمة                        | 13500         | 2716               |
| 2    | شنغهاي        | 24,180,000   | الصين            | تكتل حضري                            | 3920          | 6168               |
| 3    | مكسيكو سيتي   | 22,460,000   | المكسيك          | منطقة العاصمة (زونا ميتروبوليتانا)   | 7815          | 2490               |
| 4    | دلهي          | 22,157,000   | الهند            | تكتل حضري                            | 33578         | 659                |
| 5    | لاغوس         | 21,000,000   | نيجيريا          | منطقة العاصمة (ريجياو ميتروبوليتانا) | 1171          | 17,933             |
| 6    | مدينة نيويورك | 20,153,634   | الولايات المتحدة | منطقة إحصائيات متروبوليتان           | 21483         | 938                |
| 7    | مومباي        | 20,041,000   | الهند            | تجمع سكاني حضري                      | 1,097         | 18268              |
| 8    | كولكاتا       | 155,552,000  | الهند            | تجمع سكاني حضري                      | 1,026         | 15158              |
| 9    | دكا           | 14,648,000   | بنغلاديش         | منطقة العاصمة (المدن الكبرى)         | 1600          | 9155               |
| 10   | اسطنبول       | 14,160,467   | تركيا            | بلدية المحافظة                       | 5,461         | 2,593              |

## الكثافة السكانية

الكثافة السكانية (نسمة لكل كم^{2}) حسب الدولة، 2018.

عدد سكان العالم هو 7 مليار والمساحة الإجمالية للأرض (بما في ذلك اليابسة والمياه) هو 510 مليون كيلومتر مربع (197×106 ميل2). لذا، تبلغ الكثافة السكانية البشرية في جميع أنحاء العالم 7 مليارات ÷ 510 مليون كيلومتر مربع (197×106 ميل2) = 13.7/كم2 (35/ميل2). يشمل هذا الحساب جميع مساحة اليابسة القارية والجزرية، بما في ذلك القارة القطبية الجنوبية. إذا تم استبعاد القارة القطبية الجنوبية، فسترتفع الكثافة السكانية إلى 50/كم2 (130/ميل2). بالنظر إلى أن أكثر من نصف كتلة اليابسة على الأرض تتكون من مناطق غير مضيافة لسكن البشر (مثل الصحاري والجبال العالية)، فإن هذا الرقم في حد ذاته لا يعطي أي قياس ذي مغزى للكثافة السكانية البشرية.
العديد من المناطق عالية الكثافة السكانية في العالم هي دول المدن أو الدول الصغيرة أو التبعيات. تشترك هذه الأراضي في مساحة صغيرة نسبيًا ومستوى تحضر مرتفع، بالإضافة إلى سكان مدينة متخصصين اقتصاديًا يعتمدون أيضًا على الموارد الريفية خارج المنطقة، مما يوضح الفرق بين الكثافة السكانية العالية والاكتظاظ السكاني.
تتكون هذه القائمة من أكبر 100 دولة من حيث الكثافة السكانية:
| الترتيب | الدولة أو الإقليم           | المساحة    | المساحة   | تعداد السكان  | الكثافة          | الكثافة           | التاريخ        | المصدر                                                                |
| الترتيب | الدولة أو الإقليم           | كم2        | ميل2      | تعداد السكان  | عدد السكان / كم2 | عدد السكان / ميل2 | التاريخ        | المصدر                                                                |
| ------- | --------------------------- | ---------- | --------- | ------------- | ---------------- | ----------------- | -------------- | --------------------------------------------------------------------- |
| 1       | بنغلاديش                    | 143٬998    | 55٬598    | 178٬571٬858   | 1٬240٫1          | 3٬211٫84          | مارس 20, 2025  | الساعة الرسمية للسكان                                                 |
| -       | تايوان                      | 36,197     | 13,976    | 23,604,265    | 652              | 1,689             | 31 يناير 2020  | التقدير الرسمي الشهري                                                 |
| 2       | كوريا الجنوبية              | 100,210    | 38,691    | 51,780,579    | 517              | 1,339             | 1 يوليو 2020   | الإسقاط السنوي الرسمي                                                 |
| 3       | رواندا                      | 26,338     | 10,169    | 12,374,397    | 470              | 1,217             | 1 يوليو 2019   | الإسقاط الرسمي                                                        |
| 4       | هولندا                      | 41٬526     | 16٬033    | 17٬413٬179    | 419٫33           | 1٬086٫06          | مارس 20, 2025  | الساعة الرسمية للسكان                                                 |
| 5       | إسرائيل/ فلسطين             | 22,072     | 8,522     | 9,320,700     | 422              | 1,094             | 7 مارس 2021    | الساعة الرسمية للسكان                                                 |
| 6       | هايتي                       | 27,065     | 10,450    | 11,403,000    | 421.32           | 1,091             | 1 يوليو 2020   | توقعات الأمم المتحدة                                                  |
| 7       | الهند                       | 3٬287٬240  | 1٬269٬211 | 1٬444٬766٬000 | 439٫51           | 1٬138٫32          | مارس 20, 2025  | [بحاجة لمصدر]                                                         |
| 8       | بوروندي                     | 27,816     | 10,740    | 11,215,578    | 403              | 1,044             | 1 يوليو 2020   | الإسقاط السنوي الرسمي                                                 |
| 9       | بلجيكا                      | 30,528     | 11,787    | 11,530,853    | 375.73           | 973               | 1 يوليو 2020   | التقدير الشهري الرسمي                                                 |
| 10      | الفلبين                     | 300,000    | 115,831   | 109,922,545   | 366              | 949               | 7 مارس 2021    | الساعة الرسمية للسكان نسخة محفوظة 3 أبريل 2019 على موقع واي باك مشين. |
| 11      | اليابان                     | 377,975    | 145,937   | 126,010,000   | 333              | 862               | 1 فبراير 2020  | التقدير الشهري الرسمي                                                 |
| 12      | سريلانكا                    | 65,610     | 25,332    | 21,881,913    | 332              | 860               | 1 يوليو 2019   | تقدير رسمي                                                            |
| 13      | فيتنام                      | 331,212    | 127,882   | 96,208,984    | 290              | 751               | 1 أبريل 2019   | الإسقاط السنوي الرسمي                                                 |
| 14      | المملكة المتحدة             | 242,495    | 93,628    | 67,886,004    | 280              | 725               | 11 مايو 2020   | قسم السكان بالأمم المتحدة                                             |
| 15      | باكستان                     | 803,940    | 310,403   | 222,877,520   | 277              | 718               | 7 مارس 2021    | مكتب الإحصاء الباكستاني                                               |
| 16      | ألمانيا                     | 357,168    | 137,903   | 83,149,300    | 233              | 603               | 30 سبتمبر 2019 | تقدير الربع السنوي الرسمي                                             |
| 17      | نيجيريا                     | 923,768    | 356,669   | 200,962,000   | 218              | 565               | 1 يوليو 2019   | توقعات الأمم المتحدة                                                  |
| 18      | جمهورية الدومينيكان         | 47,875     | 18,485    | 10,358,320    | 216              | 559               | 1 يوليو 2019   | الإسقاط الرسمي 2019 نسخة محفوظة 25 مايو 2018 على موقع واي باك مشين.   |
| 19      | كوريا الشمالية              | 122,762    | 47,399    | 25,450,000    | 211              | 546               | 1 يوليو 2019   | توقعات الأمم المتحدة                                                  |
| 20      | سويسرا                      | 41,285     | 15,940    | 8,586,550     | 208              | 539               | 30 سبتمبر 2019 | الرقم الرسمي                                                          |
| 21      | نيبال                       | 147,181    | 56,827    | 29,609,623    | 201              | 521               | 1 يوليو 2019   | الإسقاط السنوي الرسمي                                                 |
| 22      | إيطاليا                     | 301,308    | 116,336   | 60,252,824    | 200              | 518               | 31 أغسطس 2019  | التقدير الرسمي الشهري                                                 |
| 23      | أوغندا                      | 241,551    | 93,263    | 40,006,700    | 166              | 430               | 1 يوليو 2019   | التقدير السنوي الرسمي                                                 |
| 24      | غواتيمالا                   | 108,889    | 42,042    | 17,679,735    | 162              | 420               | 1 يوليو 2019   | الإسقاط السنوي الرسمي                                                 |
| 25      | مالاوي                      | 118,484    | 45,747    | 17,563,749    | 148              | 383               | 3 سبتمبر 2018  | 2018 نتيجة التعداد                                                    |
| 26      | الصين                       | 9,640,821  | 3,722,342 | 1,406,952,440 | 146              | 378               | 7 مارس 2021    | تقدير رسمي                                                            |
| 27      | إندونيسيا                   | 1,904,569  | 735,358   | 268,074,600   | 141              | 365               | 1 يوليو 2019   | الإسقاط السنوي الرسمي                                                 |
| 28      | جمهورية التشيك              | 78,867     | 30,451    | 10,681,161    | 135              | 350               | 30 سبتمبر 2019 | تقدير الربع السنوي الرسمي                                             |
| 29      | توغو                        | 56,600     | 21,853    | 7,538,000     | 133              | 344               | 1 يوليو 2019   | تقدير رسمي                                                            |
| 30      | تايلاند                     | 513,120    | 198,117   | 66,619,967    | 130              | 336               | 7 مارس 2021    | الساعة الرسمية للسكان                                                 |
| 31      | غانا                        | 238,533    | 92,098    | 30,280,811    | 127              | 329               | 1 يوليو 2019   | الإسقاط الرسمي                                                        |
| 32      | فرنسا                       | 543,965    | 210,026   | 67,060,000    | 123              | 319               | 1 ديسمبر 2019  | التقدير الرسمي الشهري                                                 |
| 33      | بولندا                      | 312,685    | 120,728   | 38,386,000    | 123              | 319               | 30 يونيو 2019  | تقدير رسمي                                                            |
| 34      | الأردن                      | 89,342     | 34,495    | 10,894,832    | 122              | 316               | 7 مارس 2021    | الساعة الرسمية للسكان                                                 |
| 35      | الإمارات العربية المتحدة    | 83,600     | 32,278    | 9,770,529     | 117              | 303               | 1 يوليو 2019   | توقعات الأمم المتحدة                                                  |
| 36      | أذربيجان                    | 86,600     | 33,436    | 10,067,108    | 116              | 300               | 1 يناير 2020   | منشور رسمي                                                            |
| 37      | البرتغال                    | 92,090     | 35,556    | 10,276,617    | 112              | 290               | 31 ديسمبر 2018 | تقدير رسمي                                                            |
| 38      | النمسا                      | 83,879     | 32,386    | 8,902,600     | 106              | 275               | 1 يناير 2020   | تقدير الربع السنوي الرسمي                                             |
| 39      | تركيا                       | 783,562    | 302,535   | 83,154,997    | 106              | 275               | 31 ديسمبر 2019 | التقدير السنوي الرسمي                                                 |
| 40      | المجر                       | 93,029     | 35,919    | 9,764,000     | 105              | 272               | 1 يناير 2019   | التقدير السنوي الرسمي                                                 |
| 41      | كوبا                        | 109,886    | 42,427    | 11,209,628    | 102              | 264               | 31 ديسمبر 2018 | التقدير السنوي الرسمي نسخة محفوظة 2019-12-18 على موقع واي باك مشين.   |
| 42      | إثيوبيا                     | 1,063,652  | 410,678   | 107,534,882   | 101              | 262               | 1 يوليو 2018   | توقعات الأمم المتحدة                                                  |
| 43      | بنين                        | 112,622    | 43,484    | 11,362,269    | 101              | 262               | 1 يوليو 2018   | الإسقاط الرسمي                                                        |
| 44      | مصر                         | 1,002,450  | 387,048   | 101,588,435   | 101              | 262               | 7 مارس 2021    | الساعة الرسمية للسكان                                                 |
| 45      | ماليزيا                     | 330٬803    | 127٬724   | 34٬197٬280    | 103٫38           | 267٫74            | مارس 20, 2025  | الساعة الرسمية للسكان                                                 |
| 46      | إسبانيا                     | 503,783    | 194,512   | 46,934,632    | 93               | 241               | 1 يوليو 2019   | تقدير رسمي                                                            |
| 47      | سوريا                       | 185,180    | 71,498    | 17,070,135    | 92               | 238               | 1 يوليو 2019   | تقدير الأمم المتحدة                                                   |
| 48      | كمبوديا                     | 181,035    | 69,898    | 16,289,270    | 90               | 233               | 1 يوليو 2019   | الإسقاط السنوي الرسمي                                                 |
| 49      | العراق                      | 438,317    | 169,235   | 39,309,783    | 90               | 233               | 1 يوليو 2019   | توقعات الأمم المتحدة                                                  |
| 50      | كينيا                       | 581,834    | 224,647   | 47,564,296    | 82               | 212               | 31 أغسطس 2019  | نتيجة تعداد 2019                                                      |
| 51      | السنغال                     | 196,722    | 75,955    | 16,209,125    | 82               | 212               | 1 يوليو 2019   | تقدير رسمي                                                            |
| 52      | رومانيا                     | 238,391    | 92,043    | 19,405,156    | 81               | 210               | 1 يناير 2019   | التقدير السنوي الرسمي                                                 |
| 53      | اليونان                     | 131,957    | 50,949    | 10,724,599    | 81               | 210               | 1 يناير 2019   | تقدير رسمي                                                            |
| 54      | هندوراس                     | 112,088    | 43,277    | 9,158,345     | 81               | 210               | 1 يوليو 2019   | الإسقاط الرسمي                                                        |
| 55      | ميانمار                     | 676,577    | 261,228   | 54,339,766    | 80               | 207               | 1 يوليو 2019   | الإسقاط السنوي الرسمي                                                 |
| 56      | ساحل العاج                  | 322,921    | 124,680   | 25,823,071    | 80               | 207               | 1 يناير 2019   | الإسقاط الرسمي نسخة محفوظة 9 مايو 2013 على موقع واي باك مشين.         |
| 57      | المغرب                      | 446,550    | 172,414   | 36,183,600    | 81               | 210               | 7 مارس 2021    | الساعة الرسمية للسكان                                                 |
| 58      | بوركينا فاسو                | 270,764    | 104,543   | 19,632,147    | 73               | 189               | 1 يوليو 2017   | الإسقاط الرسمي السنوي                                                 |
| 59      | أوزبكستان                   | 447,400    | 172,742   | 32,653,900    | 73               | 189               | 1 يناير 2018   | تقدير رسمي                                                            |
| 60      | تونس                        | 163,610    | 63,170    | 11,722,038    | 72               | 186               | 1 يوليو 2019   | تقدير رسمي                                                            |
| 61      | أوكرانيا                    | 603,000    | 232,820   | 41,902,416    | 69               | 179               | 1 يناير 2020   | التقدير الشهري الرسمي                                                 |
| 62      | المكسيك                     | 1,972,550  | 761,606   | 129,268,000   | 66               | 171               | -              | تقدير رسمي                                                            |
| 63      | اليمن                       | 455,000    | 175,676   | 28,915,284    | 64               | 166               | 1 يوليو 2018   | توقعات الأمم المتحدة                                                  |
| 64      | طاجيكستان                   | 143,100    | 55,251    | 9,127,000     | 64               | 166               | 1 يناير 2019   | تقدير رسمي                                                            |
| 65      | الإكوادور                   | 276,841    | 106,889   | 17,685,888    | 64               | 165               | 7 مارس 2021    | الإسقاط الرسمي                                                        |
| 66      | تنزانيا                     | 945,087    | 364,900   | 55,890,747    | 59               | 153               | 1 يوليو 2019   | الإسقاط السنوي الرسمي                                                 |
| 67      | الكاميرون                   | 466,050    | 179,943   | 24,348,251    | 52               | 135               | 1 يوليو 2019   | http://www.ins.ci/n/                                                  |
| 68      | إيران                       | 1,648,195  | 440,831   | 46,698,400    | 41               | 106               | 7 مارس 2021    | الساعة الرسمية للسكان                                                 |
| 69      | غينيا                       | 245,857    | 94,926    | 12,218,357    | 50               | 129               | 1 يوليو 2019   | الإسقاط الرسمي                                                        |
| 70      | أفغانستان                   | 645,807    | 249,347   | 31,575,018    | 49               | 127               | 1 يوليو 2018   | تقدير رسمي                                                            |
| 71      | جنوب إفريقيا                | 1,220,813  | 471,359   | 58,775,022    | 48               | 124               | 1 يوليو 2019   | تقدير رسمي                                                            |
| 72      | بيلاروس                     | 207,600    | 80,155    | 9,465,300     | 46               | 119               | 1 أبريل 2019   | تقدير فصلي رسمي                                                       |
| 73      | مدغشقر                      | 587,041    | 226,658   | 25,680,342    | 44               | 114               | May 18, 2018   | التعداد الرسمي                                                        |
| 74      | كولومبيا                    | 1,141,748  | 440,831   | 46,698,400    | 41               | 106               | 7 مارس 2021    | الساعة الرسمية للسكان                                                 |
| 75      | زيمبابوي                    | 390,757    | 150,872   | 15,159,624    | 39               | 101               | 1 يوليو 2019   | الإسقاط السنوي الرسمي                                                 |
| 76      | جمهورية الكونغو الديمقراطية | 2,345,095  | 905,446   | 86,790,567    | 37               | 96                | 1 يوليو 2019   | توقعات الأمم المتحدة                                                  |
| 77      | موزمبيق                     | 799,380    | 308,642   | 28,571,310    | 36               | 93                | 1 يوليو 2019   | الإسقاط الرسمي                                                        |
| 78      | فنزويلا                     | 916,445    | 353,841   | 32,219,521    | 35               | 91                | 1 يوليو 2019   | الإسقاط السنوي الرسمي                                                 |
| 79      | United States               | 9٬833٬517  | 3٬796٬742 | 336٬559٬899   | 34٫23            | 88٫64             | مارس 20, 2025  | الساعة الرسمية للسكان                                                 |
| 80      | بيرو                        | 1,285,216  | 496,225   | 32,162,184    | 25               | 65                | 1 يوليو 2018   | تقدير رسمي                                                            |
| 81      | البرازيل                    | 8,515,767  | 3,287,956 | 212,832,720   | 25               | 65                | 7 مارس 2021    | الساعة الرسمية للسكان                                                 |
| 82      | الصومال                     | 637,657    | 246,201   | 15,181,925    | 24               | 62                | 1 يوليو 2018   | توقعات الأمم المتحدة                                                  |
| 83      | أنغولا                      | 1,246,700  | 481,354   | 29,250,009    | 23               | 60                | 1 يناير 2018   | تقدير رسمي                                                            |
| 84      | تشيلي                       | 756,096    | 291,930   | 17,373,831    | 23               | 60                | 31 أغسطس 2017  | نتيجة التعداد الأولية لعام 2017                                       |
| 85      | السويد                      | 450,295    | 173,860   | 10,471,905    | 23               | 60                | 7 مارس 2021    | الساعة الرسمية للسكان                                                 |
| 86      | زامبيا                      | 752,612    | 290,585   | 16,405,229    | 22               | 57                | 1 يوليو 2017   | الإسقاط السنوي الرسمي                                                 |
| 87      | السودان                     | 1,839,542  | 710,251   | 40,782,742    | 22               | 57                | 1 يوليو 2017   | الإسقاط السنوي الرسمي                                                 |
| 88      | جنوب السودان                | 644,329    | 248,777   | 12,778,250    | 20               | 52                | 1 يوليو 2019   | الإسقاط السنوي الرسمي                                                 |
| 89      | النيجر                      | 1,186,408  | 458,075   | 22,314,743    | 19               | 49                | 1 يوليو 2019   | الإسقاط السنوي الرسمي                                                 |
| 90      | بابوا غينيا الجديدة         | 462,840    | 178,704   | 8,935,000     | 19               | 49                | 1 يوليو 2020   | التقدير السنوي الرسمي                                                 |
| 91      | الجزائر                     | 2,381,741  | 919,595   | 43,000,000    | 18               | 47                | 1 يناير 2019   | الإسقاط الرسمي                                                        |
| 92      | الأرجنتين                   | 2,780,400  | 1,073,518 | 44,938,712    | 16               | 41                | 1 يوليو 2019   | السنوي الرسمي                                                         |
| 93      | السعودية                    | 2,149,690  | 830,000   | 34,218,169    | 16               | 41                | 1 يناير 2019   | التقدير السنوي الرسمي                                                 |
| 94      | مالي                        | 1,248,574  | 482,077   | 19,107,706    | 15               | 39                | 1 يوليو 2018   | توقعات الأمم المتحدة                                                  |
| 95      | تشاد                        | 1,284,000  | 495,755   | 15,353,184    | 12               | 31                | 1 يوليو 2018   | توقعات الأمم المتحدة                                                  |
| 96      | بوليفيا                     | 1,098,581  | 424,164   | 11,307,314    | 10               | 26                | 1 يوليو 2018   | الإسقاط الرسمي                                                        |
| 97      | روسيا                       | 17,125,242 | 6,612,093 | 146,877,088   | 9                | 23                | 1 يناير 2018   | تقدير رسمي                                                            |
| 98      | كازاخستان                   | 2,724,900  | 1,052,090 | 18,232,000    | 7                | 18                | 1 مايو 2018    | التقدير الشهري الرسمي                                                 |
| 99      | كندا                        | 9,984,670  | 3,855,103 | 38,375,622    | 4                | 10                | 7 مارس 2021    | تقدير رسمي                                                            |
| 100     | أستراليا                    | 7٬692٬024  | 2٬969٬907 | 27٬558٬877    | 3٫58             | 9٫28              | مارس 20, 2025  | تقدير رسمي                                                            |
| الترتيب | الدولة أو الإقليم           | كم2        | ميل2      | تعداد السكان  | عدد السكان / كم2 | عدد السكان / ميل2 | التاريخ        | المصدر                                                                |
| الترتيب | الدولة أو الإقليم           | المساحة    | المساحة   | تعداد السكان  | الكثافة          | الكثافة           | التاريخ        | المصدر                                                                |

## الدين

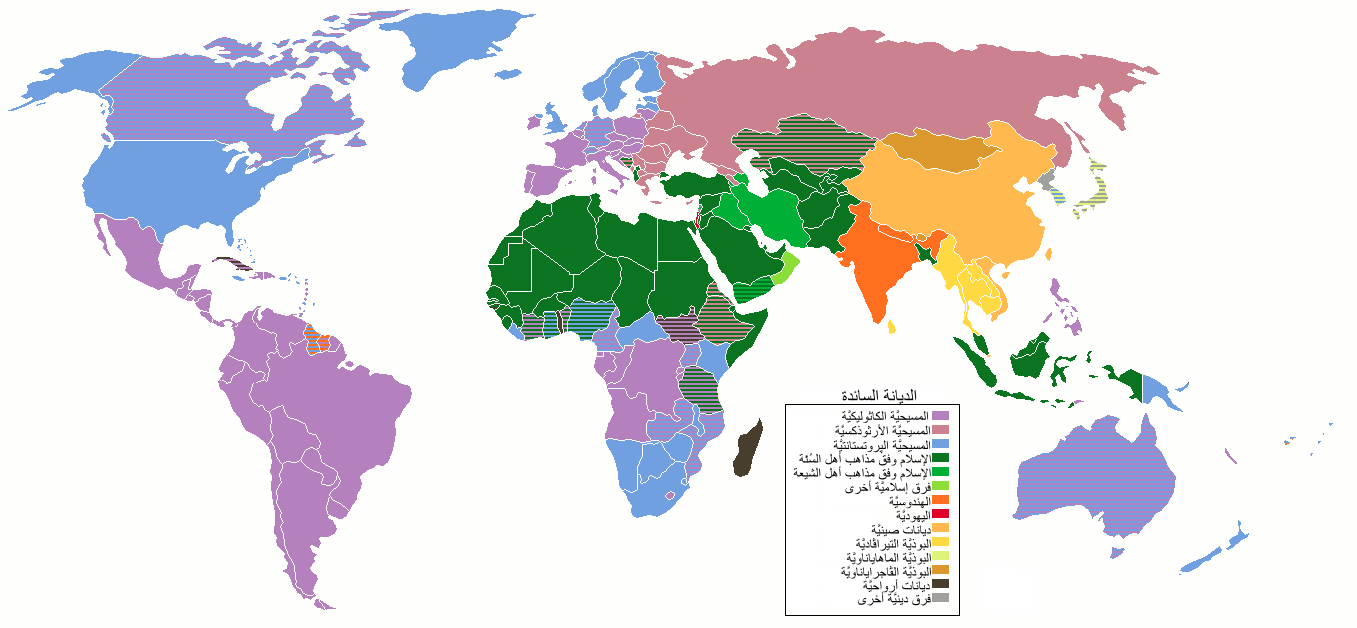
الطوائف والديانات الرئيسية في العالم

يسرد الجدول أدناه الأديان المصنفة حسب الفلسفة؛ ومع ذلك، فإن الفلسفة الدينية ليست دائمًا العامل المحدد في الممارسة المحلية.
يتم حساب أعداد السكان أدناه من خلال مجموعة من تقارير التعداد، والمسوحات العشوائية (في البلدان التي لا يتم فيها جمع بيانات الدين في التعداد، على سبيل المثال الولايات المتحدة أو فرنسا)، وأرقام الحضور المبلغ عنها ذاتيًا، ولكن النتائج يمكن أن تختلف بشكل كبير اعتمادًا على طريقة صياغة الأسئلة، وتعريفات الدين المستخدمة، وانحياز الوكالات أو المنظمات التي تجري المسح. يصعب حساب الديانات غير الرسمية أو غير المنظمة بشكل خاص. قد تضخم بعض المنظمات أعدادها بشكل كبير.
| فئة دينية                 | عدد الأتباع (بالملايين) | عدد الأتباع (بالملايين) | التقاليد الثقافية                                          | مناطق الانتشار |
| ------------------------- | ----------------------- | ----------------------- | ---------------------------------------------------------- | --- |
| المسيحية                  | 2,300–2,400             |                         | أديان إبراهيمية                                            | سائدة في العالم الغربي (أوروبا الغربية، الأمريكتان، أوقيانوسيا)، وأوروبا الشرقية، وروسيا، وأفريقيا جنوب الصحراء، والفلبين، وتيمور الشرقية في جنوب شرق آسيا. وأقليات في جميع أنحاء العالم، انظر المسيحية حسب البلد.                      |
| الإسلام                   | 1,600–1,800             | [ 63 ] [ 64 ] [ 65 ]    | أديان إبراهيمية                                            | غرب آسيا، وشمال إفريقيا، وآسيا الوسطى، وجنوب آسيا، وغرب إفريقيا، وجنوب شرق آسيا البحري، وشرق إفريقيا، والبلقان، وروسيا والصين. |
| الهندوسية                 | 1,110-1,150             | [ 67 ]                  | ديانات هندية                                               | جنوب آسيا، بالي، موريشيوس، فيجي، غيانا، ترينيداد وتوباغو، سورينام، وبين الجاليات الهندية في الخارج. |
| لادينية                   | 1,100                   | [ 68 ]                  | العلمانية، نصف هؤلاء مؤمنون (لكنهم لا ينتسبون إلى أي دين). | سائدة في العالم الغربي وشرق آسيا، واقليات في جميع أنحاء العالم، راجع اللادينية حسب البلد. |
| البوذية                   | 400–600                 | [ 69 ] [ 70 ] [ 71 ]    | أديان جنوب آسيا                                            | جنوب آسيا وشرق آسيا وجنوب شرق آسيا وأستراليا وبعض مناطق روسيا. |
| أديان شعبية               | 600–3,000               |                         | دين شعبي                                                   | أفريقيا وآسيا والأمريكتين |
| ديانة شعبية صينية (طاوية) | 400–1,000               | [ 72 ] [ و ]            | الأديان في الصين                                           | شرق آسيا، فيتنام، سنغافورة وماليزيا |
| شنتو                      | 27–65                   | [ 73 ]                  | الديانات اليابانية                                         | اليابان |
| السيخية                   | 24–28                   | [ 74 ]                  | الديانات الهندية                                           | شبه القارة الهندية وأستراليا وأمريكا الشمالية وجنوب شرق آسيا والمملكة المتحدة وأوروبا الغربية. |
| اليهودية                  | 14–18                   |                         | أديان إبراهيمية                                            | إسرائيل وشتات يهودي في جميع أنحاء العالم (في الغالب أمريكا الشمالية وأمريكا الجنوبية وأوروبا وآسيا). |
| جاينية                    | 8–12                    |                         | الديانات الهندية                                           | الهند وشرق إفريقيا. |
| البهائية                  | 7.3–7.9                 | [ 75 ]                  | أديان إبراهيمية                                            | تشتت في جميع أنحاء العالم لكن العشرة الأوائل من حيث العدد (تصل إلى حوالي 65٪ من أتباع الديانة البهائية في العالم) هم الهند والولايات المتحدة وكينيا وفيتنام وجمهورية الكونغو الديمقراطية والفلبين وإيران وزامبيا وجنوب أفريقيا وبوليفيا |
| كاو دائية                 | 1–3                     | [ 79 ]                  | الديانات الفيتنامية                                        | فيتنام. |
| تشيدونية                  | 3                       | [ 80 ]                  | الأديان في كوريا                                           | كوريا الشمالية وكوريا الجنوبية |
| تنريكيوية                 | 2                       |                         | الديانات اليابانية                                         | البرازيل واليابان. |
| ويكا                      | 1                       | [ 81 ]                  | حركات دينية جديدة                                          | الولايات المتحدة وأستراليا وأوروبا وكندا. |
| كنيسة العالم المسيحي      | 1                       | [ 82 ]                  | الديانات اليابانية                                         | اليابان والبرازيل |
| سيتشو نو لي               | 0.8                     | [ 83 ]                  | الديانات اليابانية                                         | اليابان والبرازيل. |
| راستافارية                | 0.7                     | [ 84 ]                  | حركات دينية جديدة، أديان إبراهيمية                         | جامايكا والبحر الكاريبي وأفريقيا. |
| توحيدية عالمية            | 0.63                    | [ 85 ]                  | حركات دينية جديدة                                          | الولايات المتحدة وكندا وأوروبا. |

هناك ما يقدر بـ 10000 ديانة في جميع أنحاء العالم. ينتسب حوالي 84٪ من سكان العالم إلى المسيحية، والإسلام، والهندوسية، والبوذية، أو شكل من أشكال الدين الشعبي. في حين أن عدد غير المنتسبين دينياً قد نما على مستوى العالم، ولا يزال العديد من غير المنتسبين دينياً لديهم معتقدات دينية مختلفة.
فيما يلي بعض البيانات المتاحة بناءً على الموسوعة المسيحية العالمية:
| 1970-1985             | 1990-2000             | 2000-2005             |
| --------------------- | --------------------- | --------------------- |
| 2.74٪ الإسلام         | 2.13٪ الإسلام         | 1.84٪ الإسلام         |
| 3.65٪ الإيمان البهائي | 2.28٪ الإيمان البهائي | 1.70٪ الإيمان البهائي |
| 2.34٪ الهندوسية       | 1.69٪ الهندوسية       | 1.57٪ الهندوسية       |
| 1.64٪ مسيحية          | 1.36٪ المسيحية        | 1.32٪ المسيحية        |
| 1.09٪ اليهودية        | 1.87٪ اليهودية        | 1.62٪ اليهودية        |
| 1.67٪ البوذية         | 1.09٪ البوذية         |                       |
|                       | 2.65٪: الزرادشتية     |                       |

وفقاً لدراسة أجراها مركز بيو للأبحاث، فإن الناس في البلدان ذات الغالبية المسلمة يميلون إلى إعتبار أن دين مهم جداً في حياتهم، بحيث يرتفع معدل الإلتزام الديني هناك. بينما يختلف معدل الإلتزام الديني في البلدان ذات الغالبية المسيحية بشكل كبير من بلد لآخر، حيث يرتفع معدل الإلتزام الديني بين المسيحيين في افريقيا، وينخفض في أوروبا.

## الزواج
يختلف متوسط سن الزواج اختلافًا كبيرًا من بلد إلى آخر وقد يختلف بمرور الوقت. تميل النساء إلى الزواج في وقت أبكر من الرجال، وتتراوح حاليًا بين 17.6 للنساء في النيجر، و 32.4 للنساء في الدنمارك، بينما يتراوح متوسط سن الزواج للرجال بين 22.6 في موزمبيق و 35.1 في السويد. يبلغ معدل الزواج في الولايات المتحدة حاليًا 6.8 لكل 1،000 من إجمالي عدد السكان. حوالي 50٪ من حالات الزواج تنتهي بالطلاق في الولايات المتحدة.
وفيما يلي قائمة بنسبة النساء المتزوجات حسب المنطقة:
| المنطقة         | النسبة المئوية |
| --------------- | -------------- |
| أوقيانوسيا      | 52.80٪         |
| الكاريبي        | 56.10٪         |
| أمريكا الوسطى   | 56.90٪         |
| شرق آسيا        | 70.60٪         |
| غرب آسيا        | 58.80٪         |
| جنوب شرق آسيا   | 64.30٪         |
| غرب أفريقيا     | 62.90٪         |
| شرق أفريقيا     | 58.50٪         |
| أفريقيا الوسطى  | 60.10٪         |
| شمال أفريقيا    | 56.50٪         |
| جنوب أفريقيا    | 35.10٪         |
| أوروبا الغربية  | 58.30٪         |
| أوروبا الشرقية  | 56.50٪         |
| أمريكا الشمالية | 51.60٪         |
| أمريكا الجنوبية | 35.10٪         |
| شمال أوروبا     | 50.70٪         |
| جنوب أوروبا     | 53.40٪         |
| الإجمالي        | 63.70٪         |

## الهيكل العمري

متوسط العمر حسب البلد اعتبارًا من 2017. يتضح تضخم الشباب في أفريقيا، وبدرجة أقل في غرب آسيا وجنوب آسيا وجنوب شرق آسيا وأجزاء من الأمريكتين.

وفقًا لكتاب حقائق العالم الصادر عن وكالة المخابرات المركزية لعام 2006، فإن حوالي 27٪ من سكان العالم تقل أعمارهم عن 15 عامًا.
- 0-14 سنة: 26.3٪ (ذكور 944,987,919 / إناث 884,268,378)[11]
- 15–64 سنة: 65.9٪ (ذكور 2,234,860,865 / إناث 2,187,838,153)[12]
- 65 سنة فأكثر: 7.9٪ (ذكور 227,164,176 / إناث 289,048,221) (تقديرات 2011))[12]
- متوسط العمر - 28.4 سنة (ذكور: 27.7 سنة، أنثى: 29 سنة، 2009)

وفقًا لتقرير صادر عن مشروع أبحاث التغيير الاجتماعي العالمي، فإن النسبة المئوية للسكان الذين تتراوح أعمارهم بين 0-14 انخفضت من 34٪ في عام 1950 إلى 27٪ في عام 2010. ازداد عدد المسنين (60+) خلال نفس الفترة من 8٪ إلى 11٪.
| منطقة           | منتصف العمر |
| --------------- | ----------- |
| آسيا            | 31          |
| أفريقيا         | 18          |
| أوروبا          | 42          |
| أمريكا الشمالية | 35          |
| جنوب امريكا     | 31          |
| أوقيانوسيا      | 33          |

| منطقة                                  | أقل من 15 سنة (نسبة السكان) | فوق 65 سنة (نسبة السكان) |
| -------------------------------------- | --------------------------- | ------------------------ |
| آسيا                                   | 24٪                         | 8٪                       |
| أفريقيا                                | 41٪                         | 3٪                       |
| أوروبا                                 | 16٪                         | 18٪                      |
| أمريكا اللاتينية ومنطقة البحر الكاريبي | 26٪                         | 8٪                       |
| أمريكا الشمالية                        | 19٪                         | 15٪                      |
| أوقيانوسيا                             | 23٪                         | 12٪                      |
| عالم                                   | 26٪                         | 9٪                       |

## معدل النمو السكاني

معدل نمو سكان العالم (1950-2000)
كان الانخفاض الحاد في النمو السكاني العالمي في أوائل الستينيات بسبب المجاعة الصينية الكبرى.

على الصعيد العالمي، انخفض معدل نمو السكان منذ أن بلغ ذروته في عامي 1962 و 1963 بنسبة 2.20٪ سنويًا. في عام 2009، بَلغ معدل النمو السنوي المقدر 1.1٪. يعطي كتاب حقائق العالم الصادر عن وكالة المخابرات المركزية الأمريكية معدل المواليد السنوي (1.915٪) ومعدل الوفيات (0.812٪) ومعدل النمو العالمي (1.092٪). شهدت المائة عام الماضية زيادة سريعة في عدد السكان بسبب التقدم الطبي والزيادة الهائلة في الإنتاجية الزراعية.

صافي معدل الزيادة السكانية لكل 1000 شخص (2010-2015).

انخفض النمو السنوي الفعلي في عدد البشر بعد ذروته البالغة 88.0 مليون في عام 1989، إلى مستوى منخفض بلغ 73.9 مليون في عام 2003، ثم ارتفع مرة أخرى إلى 75.2 مليون في عام 2006. منذ ذلك الحين، انخفض النمو السنوي مرة أخرى. في عام 2009، زاد عدد السكان بمقدار 74.6 مليون نسمة، ومن المتوقع أن ينخفض بشكل مطرد إلى حوالي 41 مليون سنويًا في عام 2050، وفي ذلك الوقت سيزداد عدد السكان إلى حوالي 9.2 مليار. شهدت كل منطقة من مناطق العالم انخفاضًا كبيرًا في معدل النمو في العقود الأخيرة، على الرغم من استمرار معدلات النمو فوق 2٪ في بعض بلدان الشرق الأوسط وأفريقيا جنوب الصحراء، وكذلك في جنوب آسيا وجنوب شرق آسيا وأمريكا اللاتينية.
شهدت بعض البلدان نموًا سكانيًا سلبيًا، خاصة في أوروبا الشرقية بسبب انخفاض معدلات الخصوبة وارتفاع معدلات الوفيات والهجرة. في الجنوب الأفريقي، يتباطأ النمو بسبب ارتفاع عدد الوفيات المرتبطة بفيروس نقص المناعة البشرية. قد تواجه بعض دول أوروبا الغربية أيضًا نموًا سكانيًا سلبيًا. بدأ عدد سكان اليابان في الانخفاض في عام 2005.
زاد عدد السكان في العالم من عام 1990 إلى عام 2008 بمعدل نمو قدره 1,423 مليون نسمة بنسبة نمو 27٪. كانت الزيادة الأعلى في الهند (290 مليون) والصين (192 مليون). كان معدل النمو السكاني الأعلى في قطر (174٪) والإمارات العربية المتحدة (140٪).
| الترتيب | الدولة           | تعداد السكان 1990 | تعداد السكان 2010 | عدد السكان المقدر 2018 | معدل النمو (%) 1990–2010 | معدل النمو (%) 2010–2018 |
| ------- | ---------------- | ----------------- | ----------------- | ---------------------- | ------------------------ | ------------------------ |
|         | العالم           | 5,306,425,000     | 6,895,889,000     | 7,503,828,180          | 30.0%                    |                          |
| 1       | الصين            | 1,139,060,000     | 1,341,335,000     | 1,384,688,986          | 17.1%                    | 3.23%                    |
| 2       | الهند            | 873,785,000       | 1,224,614,000     | 1,296,834,042          | 40.2%                    | 5.90%                    |
| 3       | الولايات المتحدة | 253,339,000       | 310,384,000       | 329,256,465            | 22.5%                    | 6.08%                    |
| 4       | اندونيسيا        | 184,346,000       | 239,871,000       | 262,787,403            | 30.1%                    | 9.55%                    |
| 5       | البرازيل         | 149,650,000       | 194,946,000       | 208,846,892            | 30.3%                    | 7.13%                    |
| 6       | الباكستان        | 111,845,000       | 173,593,000       | 207,862,518            | 55.3%                    | 19.74%                   |
| 7       | نيجيريا          | 97,552,000        | 158,423,000       | 203,452,505            | 62.4%                    | 28.42%                   |
| 8       | بنغلاديش         | 105,256,000       | 148,692,000       | 159,453,001            | 41.3%                    | 7.24%                    |
| 9       | روسيا            | 148,244,000       | 142,958,000       | 142,122,776            | -3.6%                    | -0.58%                   |
| 10      | اليابان          | 122,251,000       | 128,057,000       | 126,168,156            | 4.7%                     | -1.48%                   |

## معدل المواليد

الدول حسب معدل المواليد في عام 2017.

اعتبارًا من عام 2009، كان متوسط معدل المواليد سنويًا في العالم كله 19.95 لكل 1000 من إجمالي السكان، بانخفاض 0.48٪ عن معدل المواليد العالمي لعام 2003 البالغ 20.43 لكل 1000 من إجمالي السكان.
| سنوات     | معدل المواليد | سنوات     | معدل المواليد |
| --------- | ------------- | --------- | ------------- |
| 1950-1955 | 37.2          | 2000-2005 | 21.2          |
| 1955-1960 | 35.3          | 2005-2010 | 20.3          |
| 1960-1965 | 34.9          | 2010-2015 | 19.4          |
| 1965-1970 | 33.4          | 2015-2020 | 18.2          |
| 1970-1975 | 30.8          | 2020-2025 | 16.9          |
| 1975-1980 | 28.4          | 2025-2030 | 15.8          |
| 1980-1985 | 27.9          | 2030-2035 | 15.0          |
| 1985-1990 | 27.3          | 2035-2040 | 14.5          |
| 1990-1995 | 24.7          | 2040-2045 | 14.0          |
| 1995-2000 | 22.5          | 2045-2050 | 13.4          |

وفقًا لكتاب حقائق العالم الصادر عن وكالة الإستخبارات المركزية، فإن الدولة التي لديها أعلى معدل مواليد حاليًا هي النيجر بمعدل 51.26 مولودًا لكل 1000 شخص. الدولة ذات أدنى معدل مواليد هي اليابان بمعدل 7.64 مولود لكل 1000 شخص. يبلغ معدل المواليد في هونغ كونغ 7.42 مولود لكل 1000 شخص. بالمقارنة مع الخمسينيات من القرن الماضي، كان معدل المواليد 36 لكل 1000 في الخمسينيات، انخفض معدل المواليد بمقدار 16 ولادة لكل 1000 شخص. في يوليو 2011، أعلنت معاهد الصحة الوطنية الأمريكية أن معدل المواليد للمراهقين مستمر في الانخفاض.
تختلف معدلات المواليد حتى داخل نفس المناطق الجغرافية. في أوروبا، اعتبارًا من يوليو 2011، بلغ معدل المواليد في أيرلندا 16.5 في المائة، وهو أعلى بنسبة 3.5 من الدولة التي تحتل المرتبة التالية، وهي المملكة المتحدة. يبلغ معدل المواليد في فرنسا 12.8 في المائة بينما يبلغ معدل المواليد في السويد 12.3 في المائة. في يوليو 2011، أعلن مكتب المملكة المتحدة للإحصاءات الوطنية (ONS) عن زيادة بنسبة 2.4٪ في نسبة المواليد الأحياء في المملكة المتحدة خلال عام 2010 وحده. هذا هو أعلى معدل مواليد في المملكة المتحدة منذ 40 عامًا. على النقيض من ذلك، يبلغ معدل المواليد في ألمانيا 8.3 لكل 1000 فقط، وهو معدل منخفض جدًا لدرجة أن كلاً من المملكة المتحدة وفرنسا (اللتين لديهما عدد أقل بكثير من السكان)، أنتجتا معدل أعلى من المواليد في عام 2010. تختلف معدلات المواليد أيضًا في نفس المنطقة الجغرافية بناءً على المجموعات الديموغرافية المختلفة. على سبيل المثال، في أبريل 2011، أعلن مركز السيطرة على الأمراض في الولايات المتحدة أن معدل المواليد للنساء فوق سن 40 في الولايات المتحدة ارتفع بين عامي 2007 و 2009، بينما انخفض بين كل الفئات العمرية الأخرى خلال نفس الفترة الزمنية. في أغسطس 2011، أعلنت حكومة تايوان أن معدل المواليد انخفض في العام السابق، على الرغم من أنها نفذت مجموعة من الأساليب لتشجيع مواطنيها على إنجاب الأطفال.
معدلات المواليد التي تتراوح من 10 إلى 20 ولادة لكل 1000 تعتبر منخفضة، في حين أن المعدلات من 40 إلى 50 ولادة لكل 1000 تعتبر مرتفعة. هناك مشاكل مرتبطة بكل من معدل المواليد المرتفع للغاية ومعدل المواليد المنخفض للغاية. يمكن أن تسبب معدلات المواليد المرتفعة ضغوطًا على برامج الرعاية الحكومية والأسرة لدعم الشباب. تشمل المشكلات الإضافية التي تواجهها دولة ذات معدل مواليد مرتفع هو تعليم عدد كبير من الأطفال، والقدرة على توفير فرص عمل لهؤلاء الأطفال عند دخولهم سوق العمل، والتعامل مع الآثار البيئية التي يمكن أن ينتجها عدد كبير من السكان. يمكن أن يؤدي انخفاض معدلات المواليد إلى الضغط على الحكومة لتوفير أنظمة رعاية اجتماعية مناسبة وكذلك الضغط على الأسر لدعم كبار السن. سيكون هناك عدد قليل من الأطفال أو الأشخاص اللذين في سن العمل لدعم العدد الكبير من السكان المسنين.

الدول العشر التي لديها أعلى وأدنى معدل مواليد، وفقًا لتقديرات كتاب حقائق العالم لوكالة المخابرات المركزية لعام 2018:
| ترتيب (2018) | الدولة  | معدل المواليد (الولادات السنوية / 1000 شخص) |
| ------------ | ------- | ------------------------------------------- |
| 1            | أنغولا  | 43.70                                       |
| 2            | نيجيريا | 43.60                                       |
| 3            | مالي    | 43.20                                       |
| 4            | تشاد    | 43.00                                       |
| 5            | أوغندا  | 42.40                                       |
| 6            | زامبيا  | 41.10                                       |
| 7            | بوروندي | 40.90                                       |
| 8            | ملاوي   | 40.70                                       |
| 9            | الصومال | 39.30                                       |
| 10           | ليبيريا | 37.90                                       |

| ترتيب (2018) | الدولة         | معدل المواليد (المواليد السنوية / 1000 شخص) |
| ------------ | -------------- | ------------------------------------------- |
| 1            | موناكو         | 6.50                                        |
| 2            | أندورا         | 7.30                                        |
| 3            | اليابان        | 7.50                                        |
| 4            | البرتغال       | 8.20                                        |
| 5            | تايوان         | 8.20                                        |
| 6            | اليونان        | 8.30                                        |
| 7            | كوريا الجنوبية | 8.30                                        |
| 8            | بلغاريا        | 8.50                                        |
| 9            | إيطاليا        | 8.50                                        |
| 10           | ألمانيا        | 8.60                                        |

## معدل الوفيات
وفقًا لمنظمة الصحة العالمية، فإن الأسباب العشرة الرئيسية للوفاة في عام 2002 هي:
1. 12.6٪ أمراض القلب التاجية
2. 9.7٪ أمراض الأوعية الدماغية
3. 6.8٪ التهابات الجهاز التنفسي السفلي
4. 4.9٪ فيروس نقص المناعة البشرية (الإيدز)
5. 4.8٪ مرض الانسداد الرئوي المزمن
6. 3.2٪ أمراض الإسهال
7. 2.7٪ مرض السل
8. 2.2٪ سرطانات القصبة الهوائية
9. 2.2٪ الملاريا
10. 2.1٪ حوادث الطرق

تختلف أسباب الوفاة بشكل كبير بين دول العالم الأول والثالث.
ووفقًا لجين زيجلر، فإن الوفيات بسبب سوء التغذية شكلت 58٪ من إجمالي الوفيات في عام 2006، حيث مات أكثر من 36 مليونًا بسبب الجوع أو الأمراض الناتجة عن نقص المغذيات الصفراء.

الدول العشر التي لديها أعلى وأدنى معدل وفيات، وفقًا لتقديرات كتاب حقائق العالم لوكالة المخابرات المركزية لعام 2018:
| ترتيب (2018) | الدولة       | أعلى معدل وفيات (الوفيات السنوية / 1000 شخص) |
| ------------ | ------------ | -------------------------------------------- |
| 1            | جنوب السودان | 19.30                                        |
| 2            | ليسوتو       | 15.10                                        |
| 3            | ليتوانيا     | 14.80                                        |
| 4            | بلغاريا      | 14.50                                        |
| 5            | لاتفيا       | 14.50                                        |
| 6            | أوكرانيا     | 14.30                                        |
| 7            | صربيا        | 13.60                                        |
| 8            | روسيا        | 13.40                                        |
| 9            | أفغانستان    | 13.20                                        |
| 10           | بيلاروس      | 13.20                                        |

| ترتيب (2018) | الدولة                   | أدنى معدلات وفيات (الوفيات السنوية / 1000 شخص) |
| ------------ | ------------------------ | ---------------------------------------------- |
| 1            | قطر                      | 1.60                                           |
| 2            | الإمارات العربية المتحدة | 1.70                                           |
| 3            | الكويت                   | 2.30                                           |
| 4            | البحرين                  | 2.80                                           |
| 5            | عمان                     | 3.30                                           |
| 6            | السعودية                 | 3.30                                           |
| 7            | الأردن                   | 3.40                                           |
| 8            | سنغافورة                 | 3.50                                           |
| 9            | بروناي                   | 3.70                                           |
| 10           | ليبيا                    | 3.70                                           |

| السنوات   | معدل الوفيات | السنوات   | معدل الوفيات |
| --------- | ------------ | --------- | ------------ |
| 1950-1955 | 19.5         | 2000-2005 | 8.6          |
| 1955-1960 | 17.3         | 2005-2010 | 8.5          |
| 1960-1965 | 15.5         | 2010-2015 | 8.3          |
| 1965-1970 | 13.2         | 2015-2020 | 8.3          |
| 1970-1975 | 11.4         | 2020-2025 | 8.3          |
| 1975-1980 | 10.7         | 2025-2030 | 8.5          |
| 1980-1985 | 10.3         | 2030-2035 | 8.8          |
| 1985-1990 | 9.7          | 2035-2040 | 9.2          |
| 1990-1995 | 9.4          | 2040-2045 | 9.6          |
| 1995-2000 | 8.9          | 2045-2050 | 10           |

انظر: قائمة البلدان حسب معدل الوفيات.

## معدل الخصوبة الكلي

خريطة العالم توضح الدول حسب معدل الخصوبة.

هناك علاقة عكسية بين الدخل والخصوبة، حيث يكون معدل الخصوبة في البلدان المتقدمة أقل بكثير. قد يتم تضمين عوامل خصوبة مختلفة، مثل التعليم والتحضر. كما أن لمعدل مشاركة الإناث في العمل تأثير سلبي كبير على الخصوبة. ومع ذلك، تم تحييد هذا التأثير بين بلدان الشمال الأوروبي أو البلدان الليبرالية. 
من ناحية أخرى، في البلدان غير المتطورة، ترغب العائلات في إنجاب الأطفال لتقديم المساعدة لهم في عملهم وتقديم الرعاية لهم في سن الشيخوخة. معدلات الخصوبة عالية أيضًا بسبب نقص الوصول إلى موانع الحمل، وانخفاض مستويات تعليم الإناث بشكل عام، وانخفاض معدلات توظيف الإناث في الصناعة.
معدلات الخصوبة الإجمالية حسب المنطقة، 2010-2015

معدل الخصوبة الإجمالي هو عدد الأطفال المولودين لكل امرأة.
|                                        | معدل الخصوبة الإجمالي (2010-2015) |
| -------------------------------------- | --------------------------------- |
| عالمياً                                 | 2.5                               |
| أفريقيا                                | 4.7                               |
| أفريقيا جنوب الصحراء الكبرى            | 5.1                               |
| غرب افريقيا                            | 5.5                               |
| وسط افريقيا                            | 5.8                               |
| شرق افريقيا                            | 4.9                               |
| شمال أفريقيا                           | 3.3                               |
| جنوب افريقيا                           | 2.5                               |
| أوقيانوسيا                             | 2.4                               |
| آسيا                                   | 2.2                               |
| أوروبا                                 | 1.6                               |
| أمريكا اللاتينية ومنطقة البحر الكاريبي | 2.2                               |
| أمريكا الشمالية                        | 1.9                               |

## الصحة
| >80 77.5–80 75–77.5 72.5–75 70–72.5 | 67.5–70 65–67.5 60–65 55–60 50–55 |

يختلف متوسط العمر المتوقع بشكل كبير من بلد إلى آخر. هو الأدنى في بعض البلدان في أفريقيا والأعلى في اليابان وأستراليا وإسبانيا.

متوسط عدد الأسرّة في المستشفيات لكل 1000 نسمة هو 2.94. هو الأعلى في سويسرا (18.3) والأدنى في المكسيك (1.1).
يتمتع 96٪ من سكان الحضر بإمكانية الوصول إلى مياه الشرب الصالحة، في حين أن 78٪ فقط من سكان الريف لديهم مياه شرب صالحة. يحصل ما مجموعه 87٪ من سكان الحضر والريف على مياه الشرب الصالحة.
4٪ من سكان الحضر لا يحصلون على مياه شرب صالحة، مما يترك 22٪ من سكان الريف بدون مياه شرب صالحة مع إجمالي سكان العالم البالغ 13٪ لا يحصلون على مياه الشرب.
76٪ من سكان الحضر لديهم إمكانية الوصول إلى مرافق الصرف الصحي، في حين أن 45٪ فقط من سكان الريف يمكنهم الوصول إليها. 39٪ في المتوسط العالمي لا يستطيعون الوصول إلى مرافق الصرف الصحي.
اعتبارًا من عام 2009، هناك ما يقدر بنحو 33.3 مليون شخص يعيشون مع فيروس نقص المناعة البشرية (الإيدز)، أي ما يقرب من 0.8٪ من سكان العالم، وكان هناك ما يقدر بنحو 1.8 مليون حالة وفاة تعزى إلى فيروس نقص المناعة البشرية (الإيدز).
اعتبارًا من عام 2010، كان هناك 925 مليون شخص يعانون من نقص التغذية.
مدة الحياة المتوقعه عند الولادة:
- إجمالي السكان: 71.4 سنة.
- ذكور: 69.1 سنة.
- الإناث: 73.8 سنة (تقديرات 2015)).[6]

وفاة حديثي الولادة:
- الإجمالي: 41.61 حالة وفاة / 1000 مولود حي.
- الذكور: 43.52 حالة وفاة / 1000 مولود حي.
- الإناث: 39.55 حالة وفاة / 1000 مولود حي (تقديرات 2011).

| السنوات   | متوسط العمر المتوقع | السنوات   | متوسط العمر المتوقع |
| --------- | ------------------- | --------- | ------------------- |
| 1950-1955 | 47.9                | 2000-2005 | 67.2                |
| 1955-1960 | 49.3                | 2005-2010 | 69.1                |
| 1960-1965 | 51.2                | 2010-2015 | 70.8                |
| 1965-1970 | 55.5                | 2015-2020 | 72.0                |
| 1970-1975 | 58.1                | 2020-2025 | 73.0                |
| 1975-1980 | 60.3                | 2025-2030 | 73.8                |
| 1980-1985 | 62.1                | 2030-2035 | 74.7                |
| 1985-1990 | 63.7                | 2035-2040 | 75.5                |
| 1990-1995 | 64.6                | 2040-2045 | 76.2                |
| 1995-2000 | 65.7                | 2045-2050 | 77.0                |

## نسبة الجنس
| البلدان التي بها إناث أكثر من الذكور. البلدان التي بها عدد مماثل بين الذكور والإناث. البلدان التي بها ذكور أكثر من الإناث. لا يوجد بيانات |

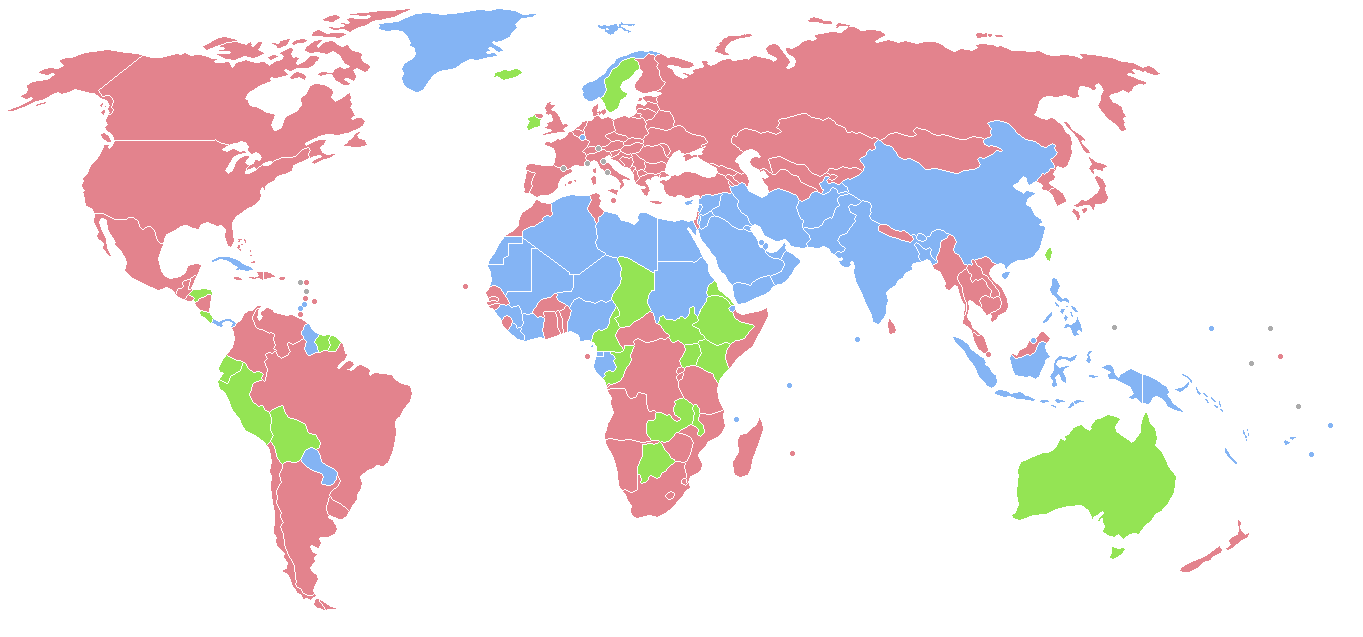
خريطة توضح نسبة الجنس حسب الدولة.

نسبة الجنس في العالم هي 1.02 ذكر / أنثى، مع 1.07 عند الولادة، و 1.06 لمن هم دون 15 عامًا، و 1.02 لمن هم بين 15 و 64 عامًا، و 0.78 لمن هم فوق 65 عامًا.
جزر ماريانا الشمالية لديها أعلى نسبة للإناث بواقع 0.77 ذكور / أنثى. قطر لديها أعلى نسبة ذكور، مع 2.87 ذكر / أنثى. بالنسبة للمجموعة التي تقل أعمارهم عن 15 عامًا، تمتلك سيراليون أعلى نسبة للإناث مع 0.96 ذكر / أنثى، وترتبط جورجيا والصين بأعلى نسبة ذكور مع 1.13 ذكر / أنثى (وفقًا لكتاب حقائق العالم لعام 2006 من وكالة المخابرات المركزية).
جميع أعضاء مجموعة الدول الصناعية السبع في «العالم الأول» لديهم نسبة جنس تتراوح بين 0.95 و 0.95 لإجمالي السكان، من 1.05 إلى 1.07 عند الولادة، و 1.05-1.06 للمجموعة التي تقل عن 15 عامًا، من 1.00 - 1.04 للمجموعة التي تتراوح أعمارها بين 15 و 64 عامًا ومن 0.70 إلى 0.75 لمن هم فوق 65 عامًا.

## اللغات

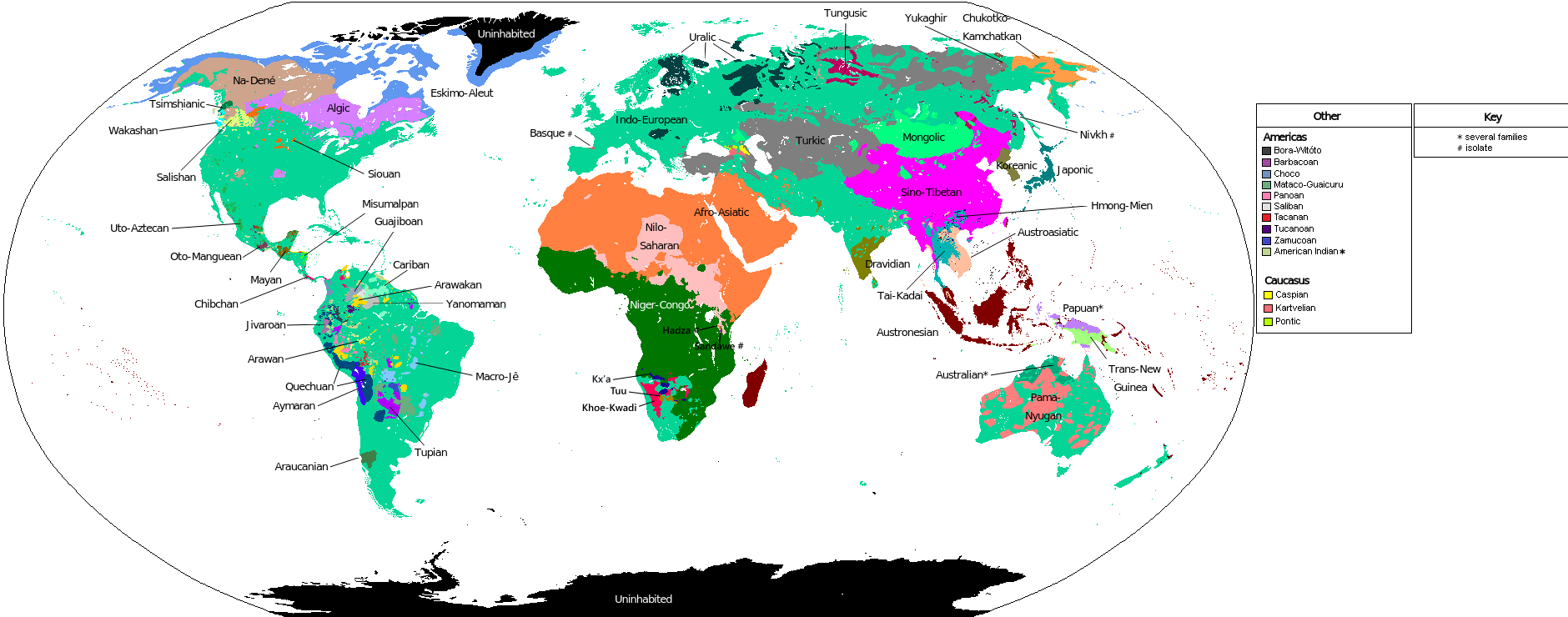
العائلات اللغوية الأساسية في العالم.

في جميع أنحاء العالم، تُستخدم اللغة الإنجليزية على نطاق واسع كلغة مشتركة ويمكن اعتبارها اللغة السائدة في هذا الوقت. أكبر لغة في العالم من حيث المتحدثين الأصليين هي لغة الماندرين الصينية، وهي اللغة الأولى لحوالي 960 مليون شخص، أو 12.44٪ من السكان، ومعظمهم في الصين الكبرى. يتحدث الإسبانية حوالي 330 إلى 400 مليون شخص، في الغالب في الأمريكتين وإسبانيا. الهندوستانية يتحدث بها حوالي 370 إلى 420 مليون شخص، معظمهم في الهند وباكستان. يتحدث اللغة العربية حوالي 280 مليون شخص. يتحدث البنغالية حوالي 250 مليون شخص في جميع أنحاء العالم، معظمهم في بنغلاديش والهند. يتحدث البرتغالية حوالي 230 مليون شخص في البرتغال والبرازيل وتيمور الشرقية وجنوب أفريقيا.
هناك العديد من اللغات الأخرى، مجمعة في تسع عائلات رئيسية:
1. اللغات الهندو أوروبية 46٪ (أوروبا، غرب آسيا، جنوب آسيا، شمال آسيا، أمريكا الشمالية، أمريكا الجنوبية، وأوقيانوسيا).
2. اللغات الصينية التبتية 21٪ (شرق آسيا، جنوب شرق آسيا، وجنوب آسيا).
3. لغات النيجر والكونغو 6.4٪ (أفريقيا جنوب الصحراء).
4. اللغات الأفريقية الآسيوية 6.0٪ (شمال أفريقيا القرن الأفريقي، وغرب آسيا).
5. اللغات الأسترونيزية 5.9٪ (أوقيانوسيا ومدغشقر وجنوب شرق آسيا البحري).
6. لغات درافيدية 3.7٪ (جنوب آسيا)
7. اللغات الألتية (تركيبة مثيرة للجدل من العائلات التركية والمنغولية والتنغوسية) 2.3٪ (آسيا الوسطى وشمال آسيا (سيبيريا) والأناضول).[ي]
8. اللغات النمساوية 1.7٪ (البر الرئيسي لجنوب شرق آسيا)
9. لغات تاي كاداي 1.3٪ (جنوب شرق آسيا)

هناك أيضًا المئات من لغات الإشارة غير اللفظية.

## التعليم

خريطة العالم مظللة حسب معدل معرفة القراءة والكتابة لجميع الأشخاص الذين تبلغ أعمارهم 15 عامًا فأكثر اعتبارًا من عام 2015.

معدل تغير نسبة محو الأمية في العالم من 1970 حتى 2010.

تُظهر بيانات محو الأمية التي نشرتها اليونسكو أنه زمنذ عام 1950، ارتفع معدل معرفة القراءة والكتابة للبالغين على المستوى العالمي بمقدار 5 نقاط مئوية في كل عقد بالمتوسط، من 55.7 في المائة في عام 1950 إلى 86.2 في المائة في عام 2015. ومع ذلك، منذ أربع عقود مضت، كان النمو السكاني سريعًا لدرجة أن عدد الأميين البالغين استمر في الزيادة، حيث ارتفع من 700 مليون في عام 1950 إلى 878 مليونًا في عام 1990. ومنذ ذلك الحين، انخفض العدد بشكل ملحوظ إلى 745 مليونًا في عام 2015، على الرغم من أنه لا يزال أعلى مما كان عليه في عام 1950.
تعد الدول الأوائل التي تتربع على قائمة الدول العشرة الأكثر تعليمًا في العالم من حيث نسبة السكان الحاصلين على شهادة جامعية والتي أعدتها منظمة التعاون والتنمية الاقتصادية هي كندا، وإسرائيل، واليابان، والولايات المتحدة، ونيوزيلندا، وكوريا الجنوبية، والمملكة المتحدة، وفنلندا، وأستراليا وجمهورية أيرلندا.